# San Fernando (Buenos Aires)
Pour les articles homonymes, voir San Fernando.
San Fernando de la Buena Vista est une ville d'Argentine faisant partie du Grand Buenos Aires. Située à l'est dans la Province de Buenos Aires, elle est à 20 km au nord de la capitale argentine. C'est la capitale du partido de San Fernando.

## Personnalités liées
- Anomalía, groupe de deathcore en est originaire
- Mateo Retegui, joueur de football italo-argentin